# Християнське паломництво

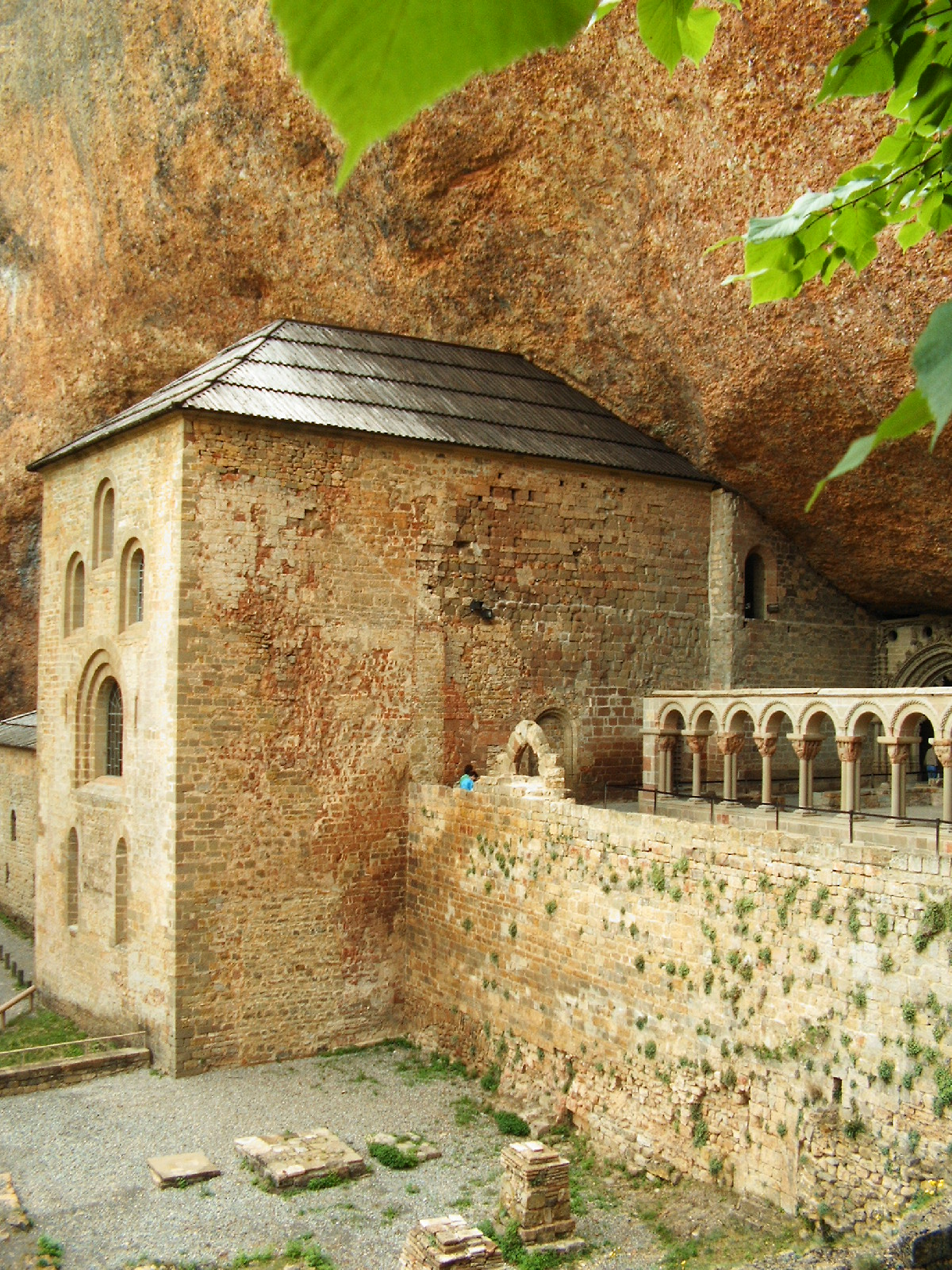
Шлях Святого Якова (el Camino de Santiago) — це паломництво до собору Сантьяго-де-Компостела, де, за легендою, зберігаються останки апостола Святого Якова Великого. Цей маршрут був оголошений Радою Європи першим Європейським культурним маршрутом у жовтні 1987 року; у 1993 році він також був названий одним із об'єктів Світової спадщини ЮНЕСКО.

Християнство має усталену традицію паломництв як до місць, пов'язаних із оповіданням Нового Завіту (особливо у Святій Землі), так і до місць, пов'язаних із пізнішими святими чи чудесами.

## Історія
Християнські паломництва вперше здійснювалися до місць, пов'язаних з народженням, життям, розп'яттям і воскресінням Ісуса. Крім раннього прикладу Оригена в третьому столітті, збережені описи християнських паломництв до Святої Землі датуються 4-м століттям, коли паломництво заохочувалося отцями церкви, включаючи святого Єроніма, і засноване святою Єленою, матір'ю Костянтина Великого.

Мета християнського паломництва була резюмована Папою Бенедиктом XVI так: 
Піти в паломництво – це не просто відвідати місце, щоб помилуватися його скарбами природи, мистецтва чи історії. Здійснити паломництво насправді означає вийти з себе, щоб зустрітися з Богом там, де Він об’явився, де Його благодать засяяла особливим блиском і принесла багаті плоди навернення та святості серед віруючих. Перш за все, християни відправляються в паломництво до Святої Землі, до місць, пов’язаних зі страстями, смертю та воскресінням Господа. Вони йдуть до Риму, міста мучеництва Петра і Павла, а також до Компостели, яка, пов’язана з пам’яттю святого Якова, приймала паломників з усього світу, які бажають зміцнити свій дух свідченням віри апостола та любов.
Здійснюються паломництва до Рима та інших місць, пов'язаних з апостолами, святими та християнськими мучениками, а також до місць, де були об'явлення Діви Марії. Популярною паломницькою мандрівкою є Шлях святого Якова до собору Сантьяго-де-Компостела в Галісії, Іспанія, де міститься святиня апостола Якова. Крім того, кожні сім років проводиться комбіноване паломництво в трьох сусідніх містах Маастрихт, Аахен і Корнелімюнстер, де можна побачити багато важливих реліквій (див.: Паломництво реліквій, Маастрихт).

## Мотивація паломників
Мотиви, які приваблюють сучасних відвідувачів християнських святинь, можуть бути змішаними: віросповідання, загалом духовне, культурні інтереси тощо. Ця різноманітність стала важливим фактором в управлінні та пастирській опіці християнського паломництва, як показали нещодавні дослідження міжнародних санктуаріїв і часто відвідуваних церков.

## Напрямки

### Свята Земля

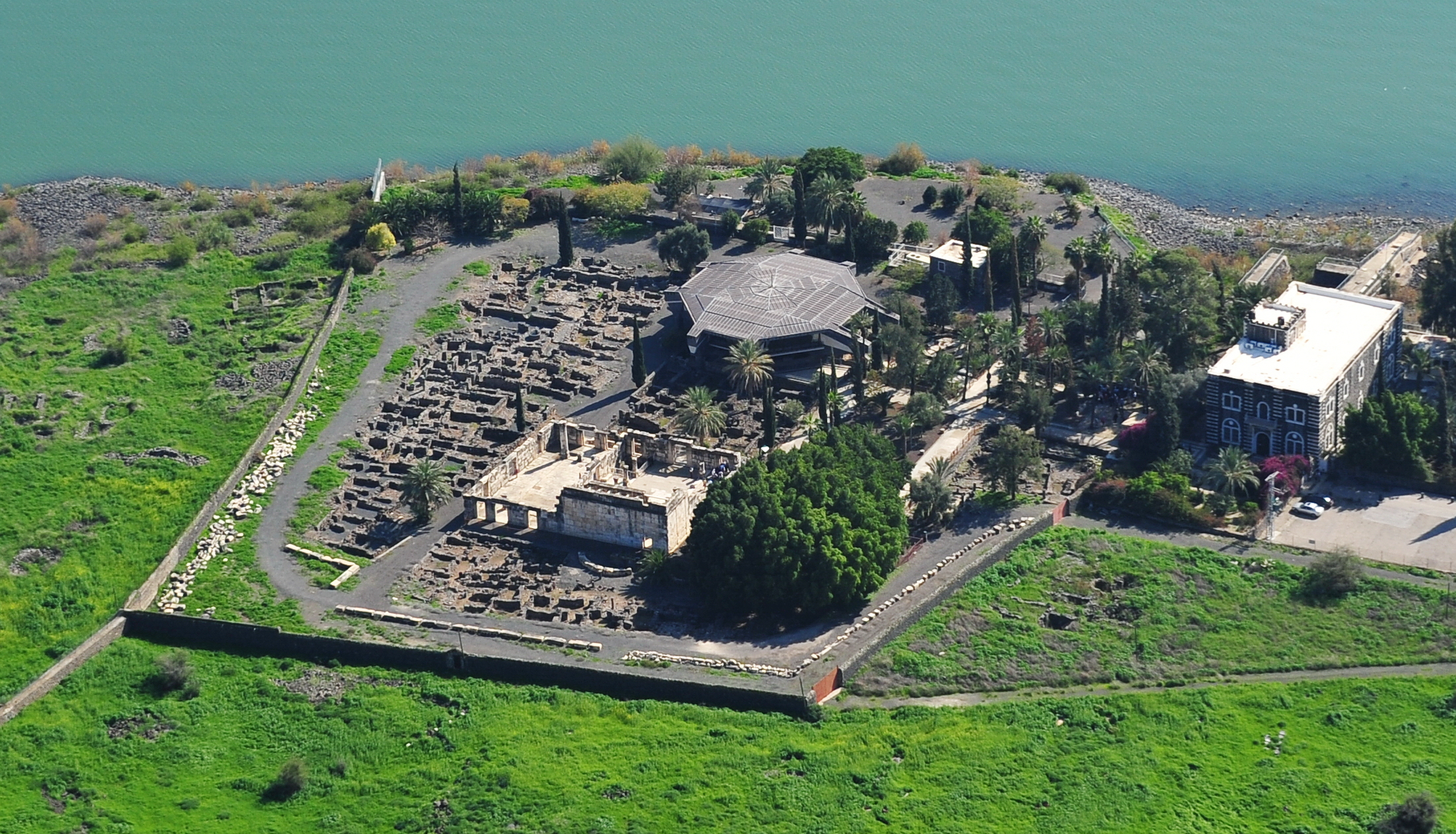
Капернаум, стародавнє юдейське село, пов'язане з Ісусом.

Перші паломництва були здійснені до місць, пов'язаних з Ісусом. Окрім раннього зразка Оригена, який «у пошуках слідів Ісуса, учнів і пророків» уже знайшов підказку місцевих людей показати йому справжнє місцезнаходження гадаренських свиней у середині 3-го століття, збережені описи християнських паломництв до Святої Землі та Єрусалима датуються 4 ст. Анонімний Itinerarium Bordeaux Pilgrim's Itinerarium Burdigalense («Бордоський маршрут») є найдавнішим збереженим описом християнського паломництва до Єрусалима та хронікою його візиту в 333—334 роках.
Традицію паломництва започаткувала Олена, матір Костянтина Великого, і заохочували традицію такі отці церкви, як святий Єронім. Також почали здійснюватися паломництва до Рима та інших місць, пов'язаних з апостолами, святими та християнськими мучениками, а також до місць, де були об'явлення Діви Марії. Паломництво до Рима стало звичайним місцем для паломників із усього західного християнства в середньовічний період, і важливі місця були перераховані в туристичних путівниках, таких як Mirabilia Urbis Romae 12-го століття.

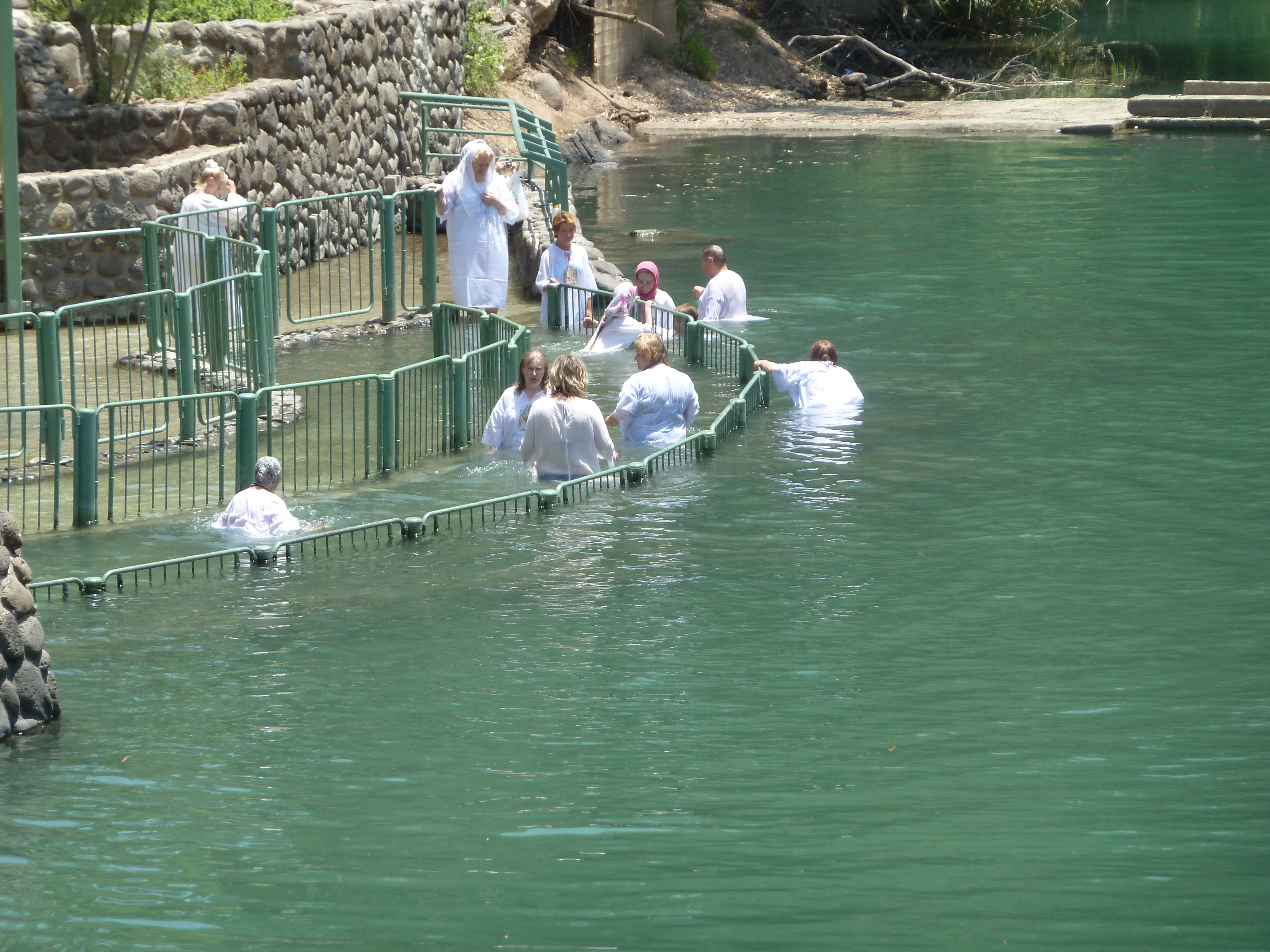
Християни приходять до річки Йордан хреститися. Фото зроблено в Ярденіт, Ізраїль.

У 7 столітті Свята Земля була охоплена мусульманськими завоюваннями, і оскільки паломництво до Святої Землі тепер стало важчим для європейських християн, основні місця паломництва розвинулися в Західній Європі, зокрема Сантьяго-де-Компостела в 9 столітті, хоча такі мандрівники, як Бернард Пілігрим, продовжували подорожувати до Святої Землі.
Політичні відносини між мусульманськими халіфатами та християнськими королівствами Європи залишалися в стані призупиненого перемир'я, що дозволяло продовжувати християнські паломництва на території, контрольовані мусульманами, принаймні в проміжки часу; наприклад, фатімідський халіф аль-Хакім бі-Амр Аллах наказав зруйнувати церкву Гробу Господнього лише для того, щоб його наступник дозволив Візантійській імперії відновити її.

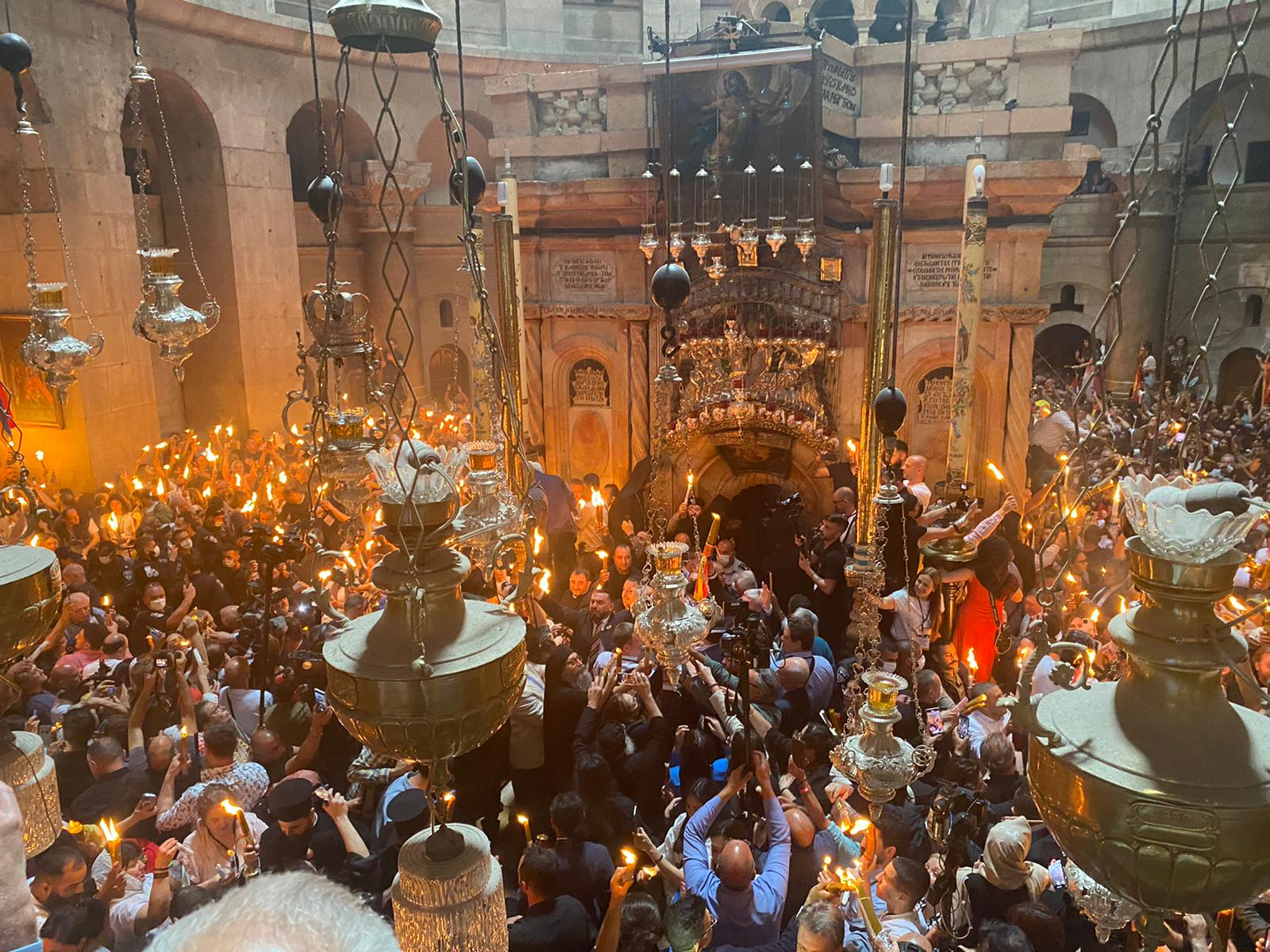
Церемонія Благодатного вогню в храмі Гробу Господнього, Єрусалим, 2022 р.

Турки-сельджуки систематично перешкоджали християнським паломницьким маршрутам, що стало одним із головних факторів, що спровокували хрестові походи пізніше в 11 столітті.
Хрестові походи спочатку були успішними, держави хрестоносців, особливо Єрусалимське королівство, гарантували безпечний доступ до Святої землі для християнських паломників протягом 12 століття, але Палестина була знову завойована мусульманами Айюбідами наприкінці 13 століття. .
За часів Османської імперії подорожі Палестиною знову були обмежені та небезпечні. Можна сказати, що сучасні паломництва до Святої Землі отримали ранній поштовх від вченого Ернеста Ренана, чиї двадцять чотири дні в Палестині, описані в його «Життя Ісуса» (опубліковано 1863 р.), знаходили резонанс Нового Завіту на кожному кроці.

### Європа

#### Сантьяго де Компостела, Іспанія
Відповідно до християнської традиції, в якийсь момент між 818 і 842 роками під час правління Альфонса II Астурійського єпископ Теодемар Ірійський (пом. 847) знайшов останки святого Якова Великого. Навколо місця знахідки виникло нове поселення і центр паломництва, яке було відоме автору Узуарду у 865 році і до 10 століття називалося Компостелла. Шлях святого Якова став головним маршрутом паломництва середньовічного християнства з 10-го століття.
Папа Олександр VI офіційно оголосив Каміно де Сантьяго одним із «трьох великих паломництв християнського світу» разом з Єрусалимом і Віа Франчігена до Рима. У 12 столітті, під впливом єпископа Дієго Жельміреса, Компостела стала архієпископством, що привернуло велике та багатонаціональне населення. Папа Бенедикт XVI сказав: «Це шлях, засіяний багатьма проявами запалу, покаяння, гостинності, мистецтва та культури, які красномовно говорять нам про духовне коріння Старого Континенту». Багато хто все ще ходить його маршрутами як формою духовного шляху або відступу для свого духовного зростання. Він також популярний серед туристів, велосипедистів та організованих туристичних груп.
У 1987 році Каміно, який охоплює кілька маршрутів в Іспанії, Франції та Португалії, був оголошений першим Культурним маршрутом Ради Європи. Починаючи з 2013 року, Каміно щороку приваблює понад 200 000 паломників із річним темпом зростання понад 10 відсотків. Паломники приходять переважно пішки і часто з сусідніх міст, вимагаючи кількох днів ходьби, щоб дістатися до Сантьяго. Французький шлях збирає дві третини пішоходів, але популярність інших другорядних маршрутів зростає. Французький шлях і Північні маршрути в Іспанії були внесені до Списку Світової спадщини ЮНЕСКО, а потім маршрути у Франції в 1998 році через їх історичне значення для християнства як головного маршруту паломництва та їхнє свідчення обміну ідеями та культурами через маршрути.

#### Рим
Рим був головним місцем християнського паломництва з часів Середньовіччя. Паломництво до Рима може передбачати відвідування великої кількості місць як у Ватикані, так і на території Італії. Популярним місцем зупинки є Пілатові сходи: це, згідно з християнською традицією, сходинки, які вели до преторії Понтія Пілата в Єрусалимі, на якій Ісус Христос стояв під час Страстей, йдучи на суд. Вважається, що сходи були привезені до Рима святою Оленою в 4 столітті. Століттями Скала Санта приваблювала християнських паломників, які бажали вшанувати Страсті Ісуса.
Кілька катакомб, побудованих в римську епоху, також є об'єктом паломництва, де християни молилися, ховали своїх померлих і відправляли богослужіння в періоди гонінь. І різні національні церкви (серед них Сан-Луїджі-дей-Франчезі та Санта-Марія-дель-Аніма), або церкви, пов'язані з окремими релігійними орденами, як-от Єзуїтська церква Джезу та Сант-Іньяціо.
Традиційно паломники в Римі відвідують сім церков паломників (італ. Le sette chiese) протягом 24 годин. Цей звичай, обов'язковий для кожного паломника в середні віки, був кодифікований у 16 столітті святим Філіпом Нері. Сім церков є чотирма основними базиліками (Святого Петра у Ватикані, Святого Павла за мурами, Святого Іоанна на Латерані та Санта-Марія-Маджоре), а інші три — Сан-Лоренцо-фуорі-ле-Мура (палеохристиянська базиліка), Санта-Кроче-ін-Джерусалемме. (церква, заснована Оленою, матір'ю Костянтина, в якій зберігаються фрагменти дерева, які приписують святому хресту) і Сан-Себастьяно-фуорі-ле-Мура (яка лежить на Аппієвій дорозі та побудована над римськими катакомбами).

#### Ромерія
Romería (ісп.) або romaria (португ.) — це різновид щорічного релігійного паломництва католиків на короткі відстані, яке практикується на Піренейському півострові та в країнах, раніше колонізованих Іспанією та Португалією. Термін походить від romero / romeiro, що означає людина, яка подорожує до Рима. Подорож можна здійснювати на автомобілях, плавзасобах, верхи або пішки, і її метою є святилище або скит, освячений релігійній фігурі, яку шанують у свято цього дня. Окрім відвідування релігійних служб і процесій, паломники також можуть брати участь у соціальних заходах, таких як спів, бенкет і танці.
Одним із найвідоміших прикладів паломництва є паломництво Nuestra Señora del Rocío, під час якого віряни переміщуються до святилища Діви Росіо в селі Росіо, в Альмонте, Уельва. Ромерія Святого Іоанна з Гори, що відзначається в Міранда-де-Ебро, є другою за значенням ромерією в Іспанії після Ель Росіо з понад 25 000 ромеро.
Ще одним із найбільш репрезентативних прикладів є Romería de la Virgen de la Cabeza (Андухар, Хаен), яке вважається найдавнішим паломництвом Іспанії, і складається з переміщення мандрівників, які приїжджають з усієї країни до Святилища Вірхен де ла Кабеса до 33 років км від Андухара, в центрі природного парку Сьєрра-де-Андухар. Це свято проводиться в останню неділю квітня і вважається національним туристичним інтересом.
Romería de la Virgin de Navahonda, що відзначається навесні в мадріленському муніципалітеті Робледо-де-Чавела, є представником цієї традиції.
Є також паломництва на Канарських островах. Зразком є La Romería de Santiago Apostol у Гальдарі. Замість того, щоб зосереджуватися на Ісусі, поплавці зазвичай вихваляють Діву Марію зображеннями та статуями.

#### Лурд, Франція

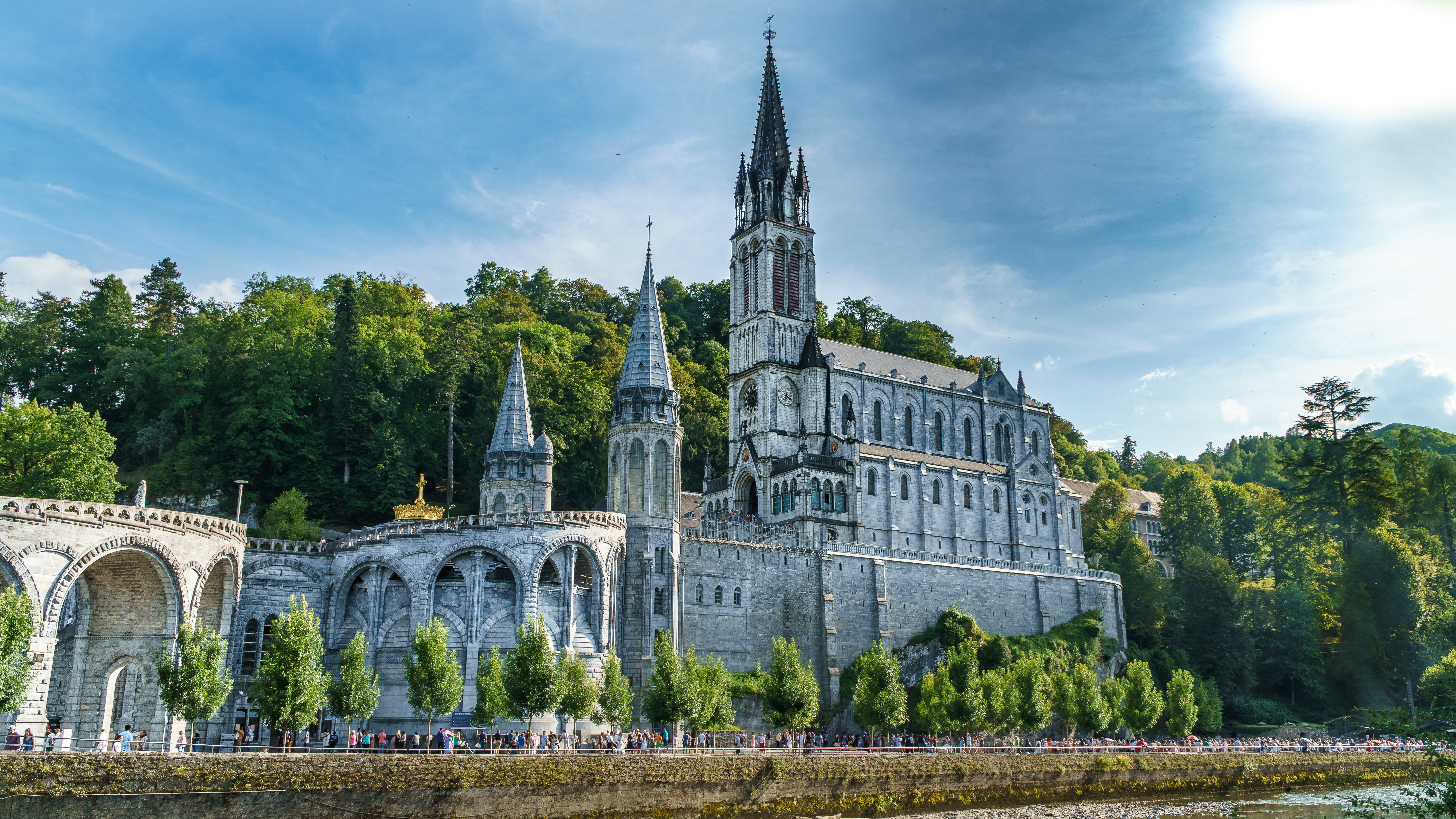
Санктуарій Матері Божої Лурдської

За словами вірян, Пресвята Діва Марія являлася святій Бернадетті Субіру загалом вісімнадцять разів у Лурді (Лорда її місцевою окситанською мовою). У результаті Лурд став головним місцем паломництва римо-католиків і чудесних зцілень. Сьогодні Лурд приймає до 5 000 000 туристів щосезону. З приблизно 270 готелями Лурд займає друге місце у Франції за кількістю готелів на квадратний кілометр після Парижа. Тут розташовані деякі готелі класу люкс, такі як Grand Hotel Moderne, Hotel Grand de la Grotte, Hotel Saint Etienne, Hotel Majestic і Hotel Roissy.

#### Маастрихт-Аахен-Корнелімюнстер, Німеччина та Нідерланди
Комбіновані семирічні паломництва в голландсько-німецьких містах Маастрихт, Аахен і Корнелімюнстер проводилися принаймні з 14 століття. Німецьке слово Heiligtumsfahrt означає «подорож до святих мощей». У всіх трьох місцях можна було побачити важливі реліквії: у Маастрихті реліквії Істинного Хреста, пояса Марії, руки святого Фоми та різноманітні мощі святого Серватія; в Аахені пелюшка і набедрена пов'язка Ісуса, одяг Марії, полотно для обезголовлення Івана Хрестителя та останки Карла Великого; а в Корнелімюнстері — набедрена пов'язка, сударій і плащаниця Ісуса, а також череп Папи Корнелія. У Маастрихті паломникам, які зібралися на площі, показали деякі реліквії з карликової галереї церкви Святого Серватія; в Аахені те ж саме було зроблено зі спеціально побудованої баштової галереї між куполом і вежею на заході Аахенського собору. Популярність паломництва Маастрихт-Аахен-Корнелімюнстер досягла свого апогею у 15 столітті, коли в середині липня ці міста відвідало до 140 000 паломників. Після приблизно 150-річної перерви паломництва відновилися в 19 столітті. Паломництво в Аахені та Корнелімюнстері все ще синхронізовано, але паломництво в Маастрихті відбувається на 3 роки раніше. У 2011 році паломництво в Маастрихті привернуло близько 175 000 відвідувачів. У 2014 році в Аахені було близько 125 000 паломників.

#### Фатіма, Португалія
Явлення Марії також відповідають за мільйони туристів у всьому світі.

#### Кентербері, Англія

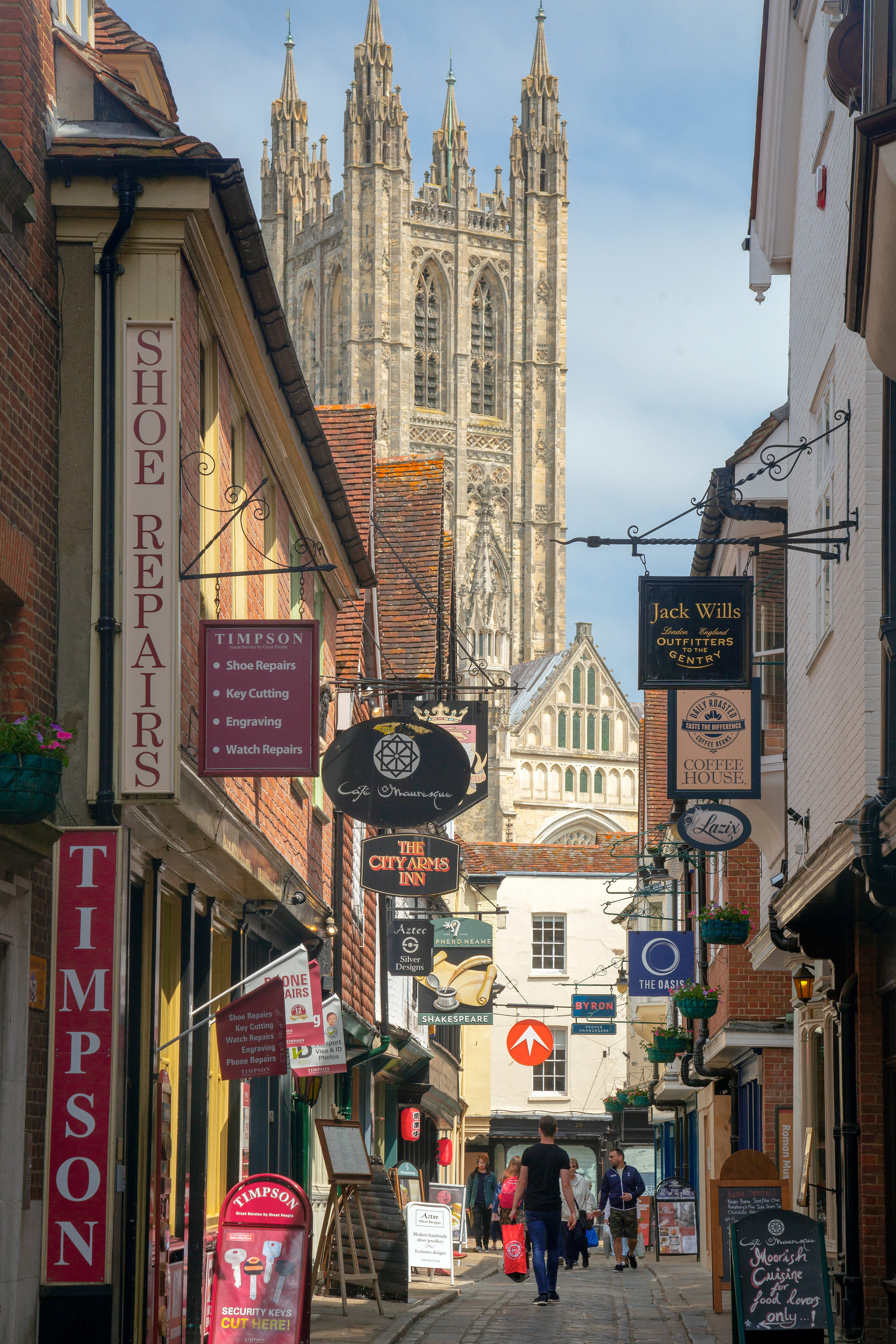
Типова вулиця Кентербері з собором на задньому плані.

Після вбивства архієпископа Томаса Бекета в соборі в 1170 році Кентербері стало одним із найвідоміших міст Європи, оскільки паломники з усіх кінців християнського світу приїжджали відвідати його святиню. Це паломництво стало основою для збірки оповідань Джеффрі Чосера 14 століття «Кентерберійські оповідання». Кентерберійський замок був захоплений французьким принцом Луї під час його вторгнення в Англію в 1215 році, перш ніж смерть Іоанна змусила його англійських прихильників покинути його справу і підтримати молодого Генріха III.
Під час розпуску монастирів міський монастир, жіночий монастир і три монастирі закрили. Абатство Святого Августина, 14-те найбагатше в Англії на той час, було передано Короні, а його церква та монастир були зруйновані. Решту абатства було розібрано протягом наступних 15 років, хоча частину ділянки було перетворено на палац. Святиню Томаса Бекета в соборі було зруйновано, а все золото, срібло та коштовності було вивезено до Лондонського Тауера, а зображення, ім’я та свята Бекета були стерті по всьому королівству, що припинило паломництва.

#### Ясна Гора, Польща

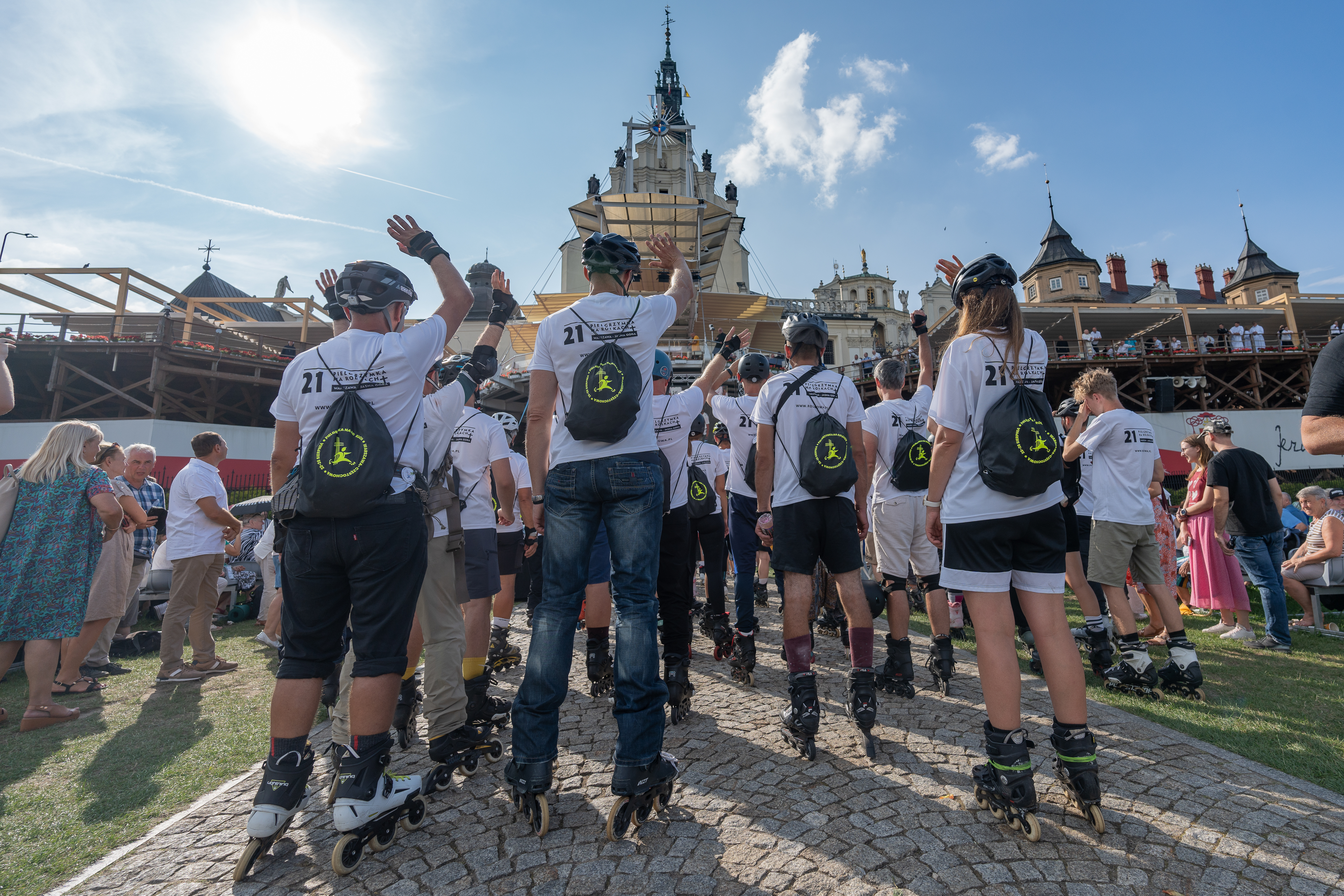
Паломництво на роликах до Ясної Гори у 2024 році

У Польщі налічується 96 паломницьких місць, проте жодне з них не є таким популярним, як Ясна Гора в центрі Ченстохови.
Ясна Гора в Ченстохові — це паломницький центр із довгою історією. За деякими джерелами, у 1382 році князь Владислав Опольський запросив до цього місця паулінів з Угорщини, започаткувавши розвиток санктуарію. Традиція пішого паломництва сягає XV століття, а найдавніша задокументована група (з Глівіце) датована 1626 роком.
Ясна Гора є найвідвідуванішим католицьким санктуарієм у Польщі, до пандемії COVID-19 її відвідували від 3 до 5 мільйонів паломників щороку. У 2023 році Ясну Гору відвідало приблизно 3,6 мільйона осіб. Вона також лідирує за кількістю піших паломництв: у 2002 році її досягли 211 піших груп загалом у 172 тисячі паломників, а в 2023 році — вже 228 груп пішоходів, 200 велогруп, 17 бігових, 2 роликових і 1 кінна, що разом склало майже 90 тисяч учасників.
Основні релігійні урочистості проводяться під час Великодніх свят та в річниці, пов’язані з Чорною Мадонною, що приваблює паломників з усієї Польщі.

### Латинська Америка
Латинська Америка має низку місць паломництва, які вивчали антропологи, історики та релігієзнавці. У Мезоамериці деякі з них виникли ще до прибуття європейців і згодом були перетворені на місця християнського паломництва.

#### Апаресіда, Бразилія

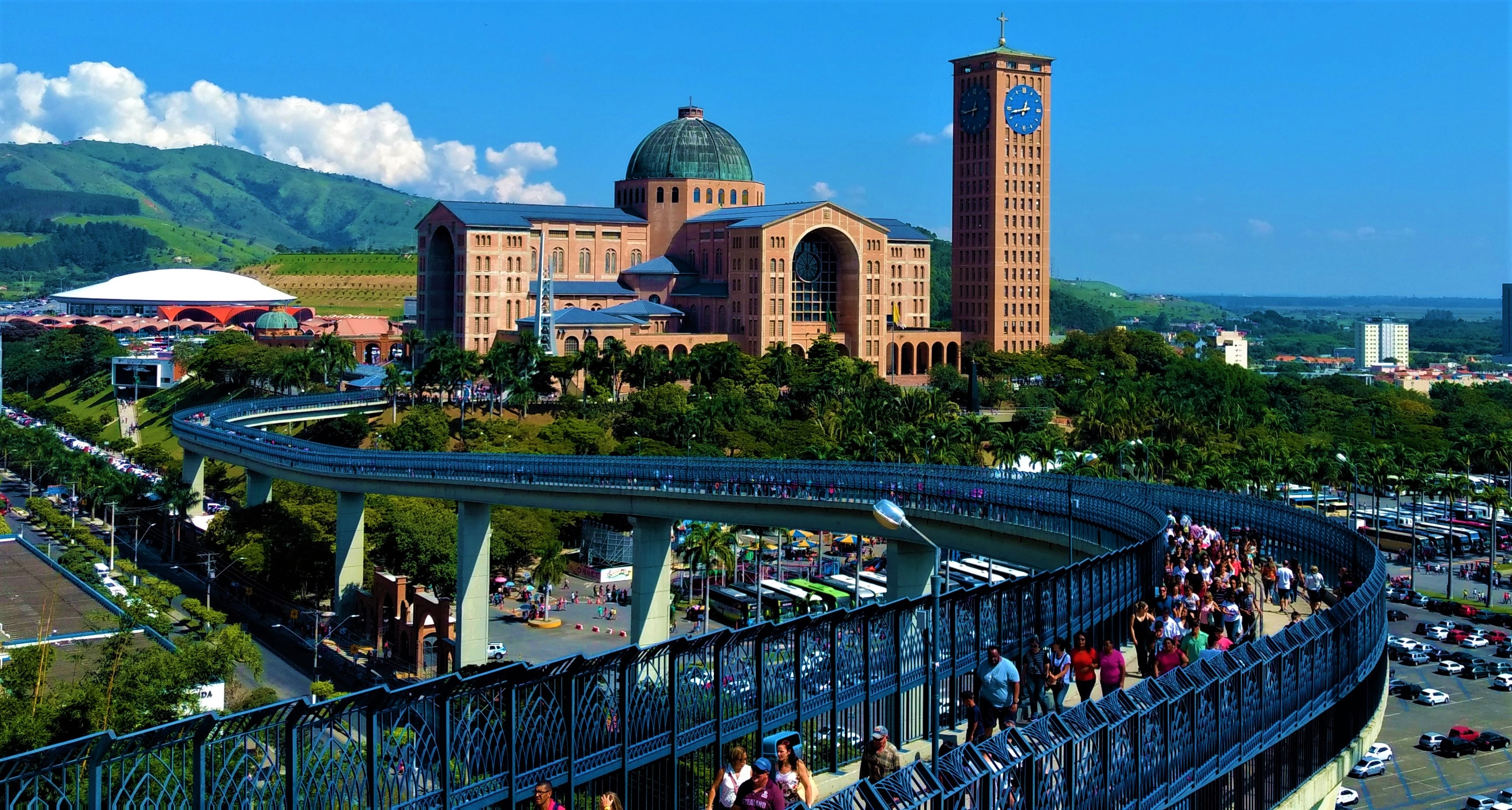
Вид на доріжку та базиліку Богоматері Апаресіди

Богоматір Апаресіда є покровителькою Бразилії. Ушанована Католицькою Церквою Богоматір Апаресіда представлена невеликим теракотовим зображенням Богоматері Непорочного Зачаття. Історичні джерела стверджують, що статую спочатку знайшли три рибалки, які чудесним чином спіймали багато риби після звернення до Пресвятої Діви Марії. Нині статуя зберігається в базиліці Богоматері Апаресіди, розташованої в місті Апаресіда, Сан-Паулу. Щороку базиліка приймає понад 12 мільйонів вірян і паломників.
Є шість основних маршрутів, якими зазвичай користуються. Найбільший із них, Шлях віри (O Caminho da Fé), складається приблизно з 970 км, з них приблизно 500 км перетинають гори Мантікейра ґрунтовою дорогою, стежками, лісами та асфальтом, забезпечуючи моменти роздумів і віри, фізичного та психологічного здоров'я та інтеграції людини з природою.

#### Гвадалупе, Мексика
Пагорб Тепеяк, на якому зараз розташована Базиліка Богоматері Гваделупської за межами Мехіко, вважається місцем об'явлення Діви Гваделупської.

#### Богоматір Сапопан, Мексика

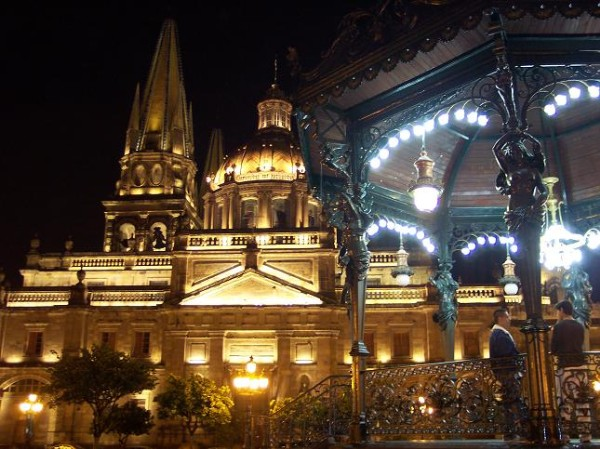
Неокласичний собор Гвадалахари

У Мексиці паломники йдуть пішки до Богоматері Сапопанської, яка вважається третьою за значенням переселенням у країні після Богородиці Гваделупської та Діви Сан-Хуан-де-лос-Лагос. Паломництво Діви Сапопанської складається з маршруту 8 км, від кафедрального собору Гвадалахари до базиліки Богоматері Сапопанської. Його проводять щороку 12 жовтня, а фігуру Богородиці супроводжують понад 3 000 000 людей.

#### Ель-Кінче, Еквадор

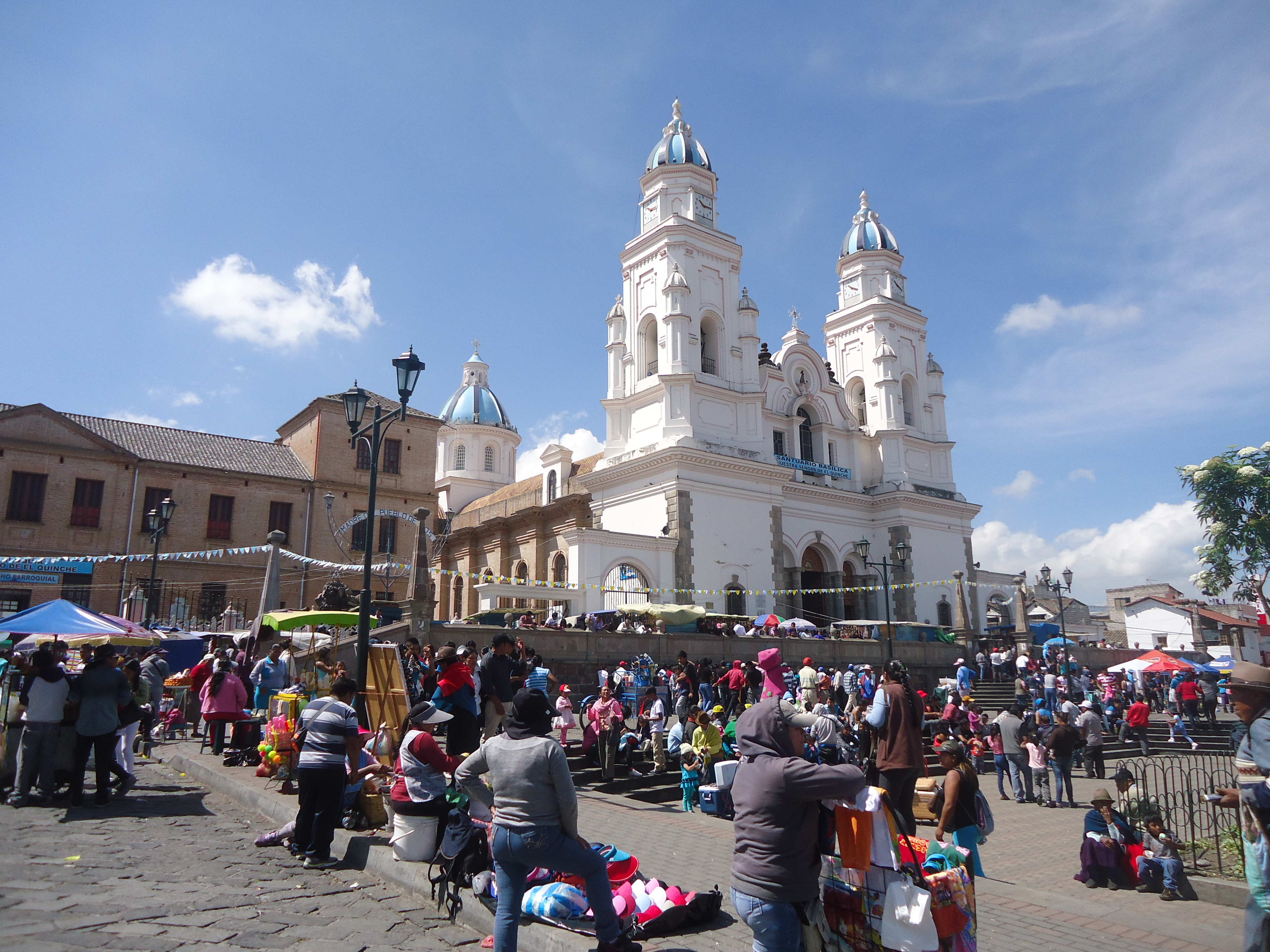
Храм Ель-Кінче.

Розташований за 28 км на схід від столиці, Кіто, паломництво відбувається кожного 21 листопада опівночі. Понад 800 000 паломників спускаються крутим схилом заввишки 780 метрів над річкою Гвайябамба і знову піднімаються вгору до храму Пресвятої Богородиці Введення в Ель-Кінче, розташованого на висоті 2680 м над рівнем моря, і прибувають о 6 ранку. Папа Франциск відвідав Ель-Кінче 8 липня 2015 р. і розмовляв з римо-католицьким духовенством.

#### Ель Сісне, Еквадор

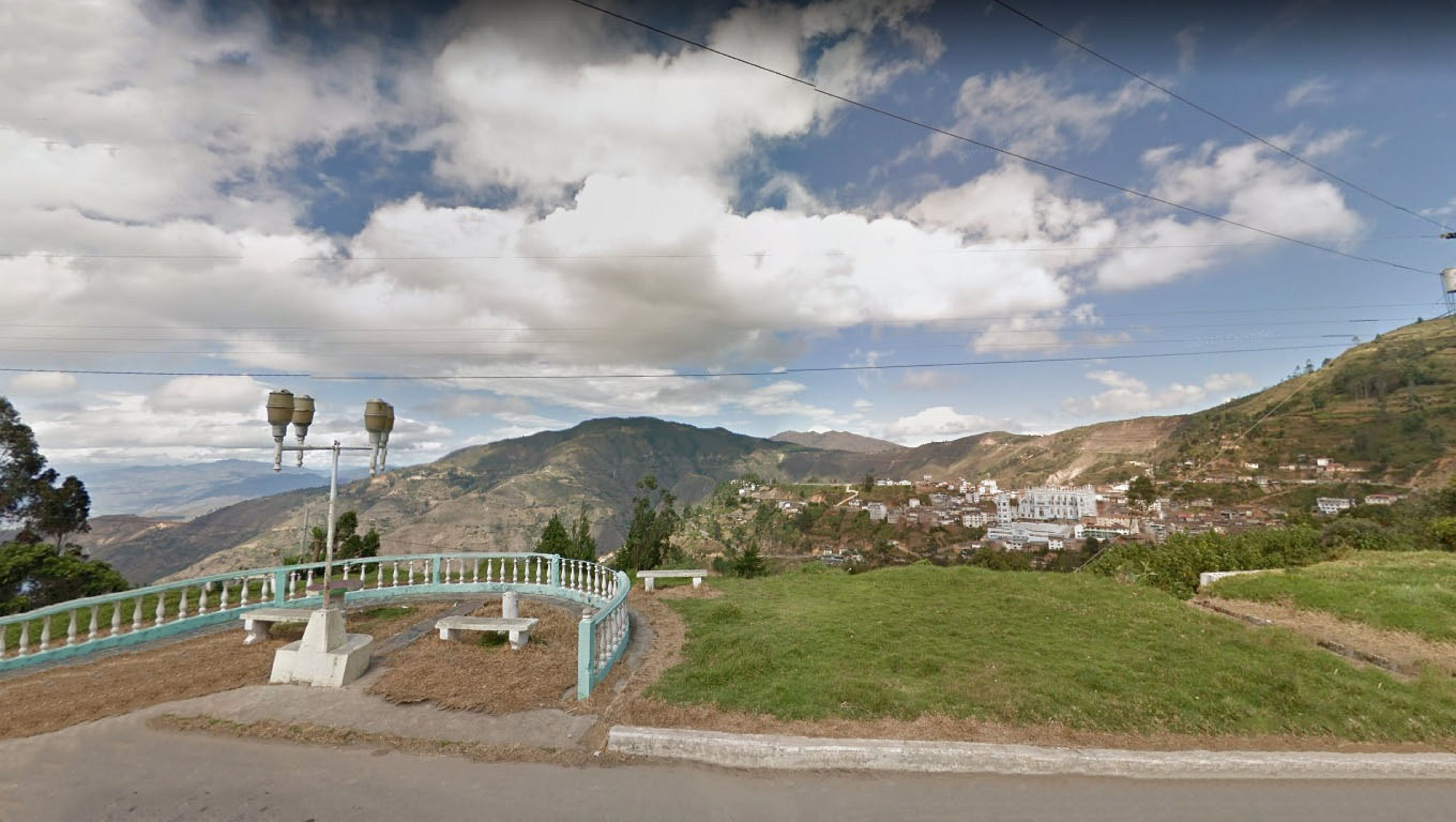
Оглядовий майданчик на шляху до округу Ель-Сісне. Вдалині видно білу базиліку.

Ель Сісне — місто в південній частині Еквадору. Представники міста в 1594 році звернулися до скульптора Diego de Robles побудувати статую Virgin of El Cisne, яку він вирізав з деревини кедра. Щороку 17 серпня тисячі паломників збираються в Ель-Сісне, щоб перенести статую близько 74 км (46 миля) у процесії до собору Лоха, де він є центром великого фестивалю 8 вересня, після чого відбувається ще одна процесія, щоб повернути її до Ель-Сісне.

#### Куіллуріті, Перу
Згідно з католицькою церквою, свято проводиться на честь Господа Куіллуріті (кеч. Taytacha Quyllurit'i, ісп. Señor de Quyllurit'i), і він виник наприкінці 18 ст. Молодий місцевий пастух Маріано Майта подружився з хлопчиком-метисом на ім'я Мануель на горі Куллкіпунку. Завдяки Мануелю стадо Маріано процвітало, тож батько послав його до Куско купити нову сорочку для Мануеля. Нічого подібного Маріано знайти не вдалося, бо таке полотно продавали лише архієпископу. Дізнавшись про це, єпископ Куско послав групу для розслідування. Коли Мануїла намагалися схопити, він перетворився на кущ, на якому звисало зображення розп'ятого Христа. Вважаючи, що партія архієпископа зашкодила його другу, Маріано помер на місці. Його поховали під скелею, яка стала місцем паломництва, відомим як Володар Куіллуріті, або «Володар зоряного (блискучого) снігу». На цьому валуні був намальований образ Христа.

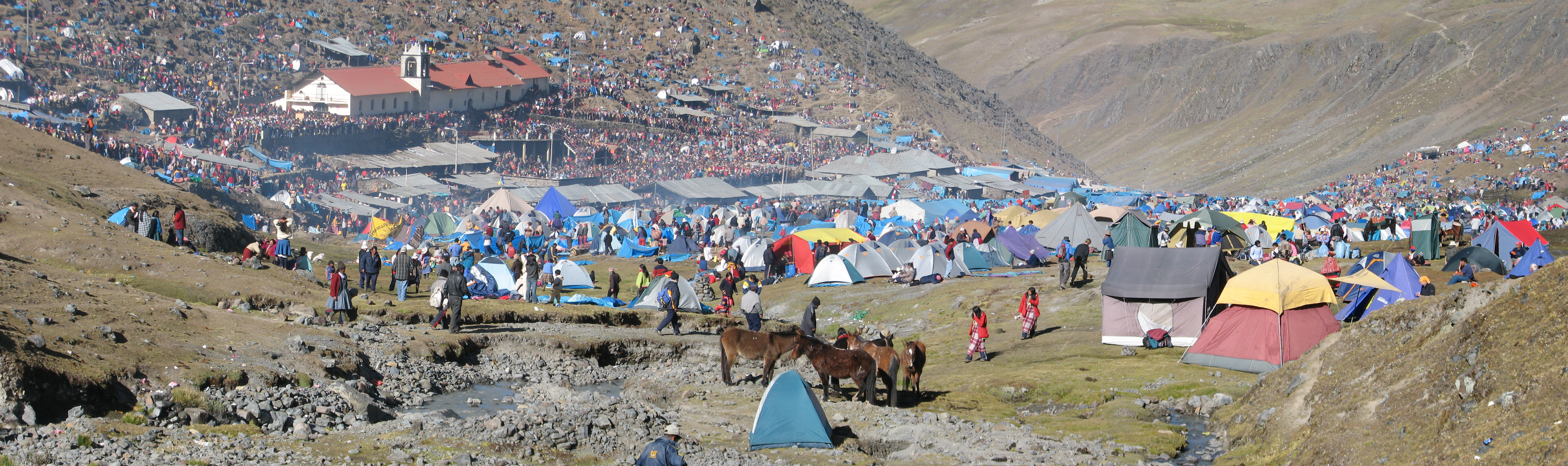
Панорамний вид на фестиваль із святилищем церкви Сінакара на задньому плані

Фестиваль Куіллуріті приваблює тисячі корінних жителів із навколишніх регіонів, що складається з груп паукартамбо (носії мови кечуа) із сільськогосподарських регіонів на північний захід від святині та куіспіканчі (говорять мовою аймара) із пастуших (скотарських) регіонів до південний схід, поблизу Болівії. Обидві групи здійснюють щорічне паломництво на свято, привозячи великі трупи танцюристів і музикантів. Серед відвідувачів дедалі частіше були перуанці середнього класу та іноземні туристи.
Кульмінаційна подія для корінного нехристиянського населення відбувається після повторної появи Куллки на нічному небі; це схід сонця після повного місяця. Десятки тисяч людей стають на коліна, щоб зустріти перші промені світла, коли сонце піднімається над горизонтом. До 2017 року головну подію для Церкви здійснювали укуку, які піднялися на льодовики над Куллкіпунку на висоті 5522 м над рівнем моря. Але через те, що льодовик майже зник, є побоювання, що лід може більше не нести. Укуку вважаються єдиними, хто здатний впоратися з проклятими душами, які, як кажуть, населяють снігові поля. У 2011 році паломництво та пов'язаний з ним фестиваль було внесено до Списків нематеріальної культурної спадщини ЮНЕСКО.

#### Копакабана, Болівія

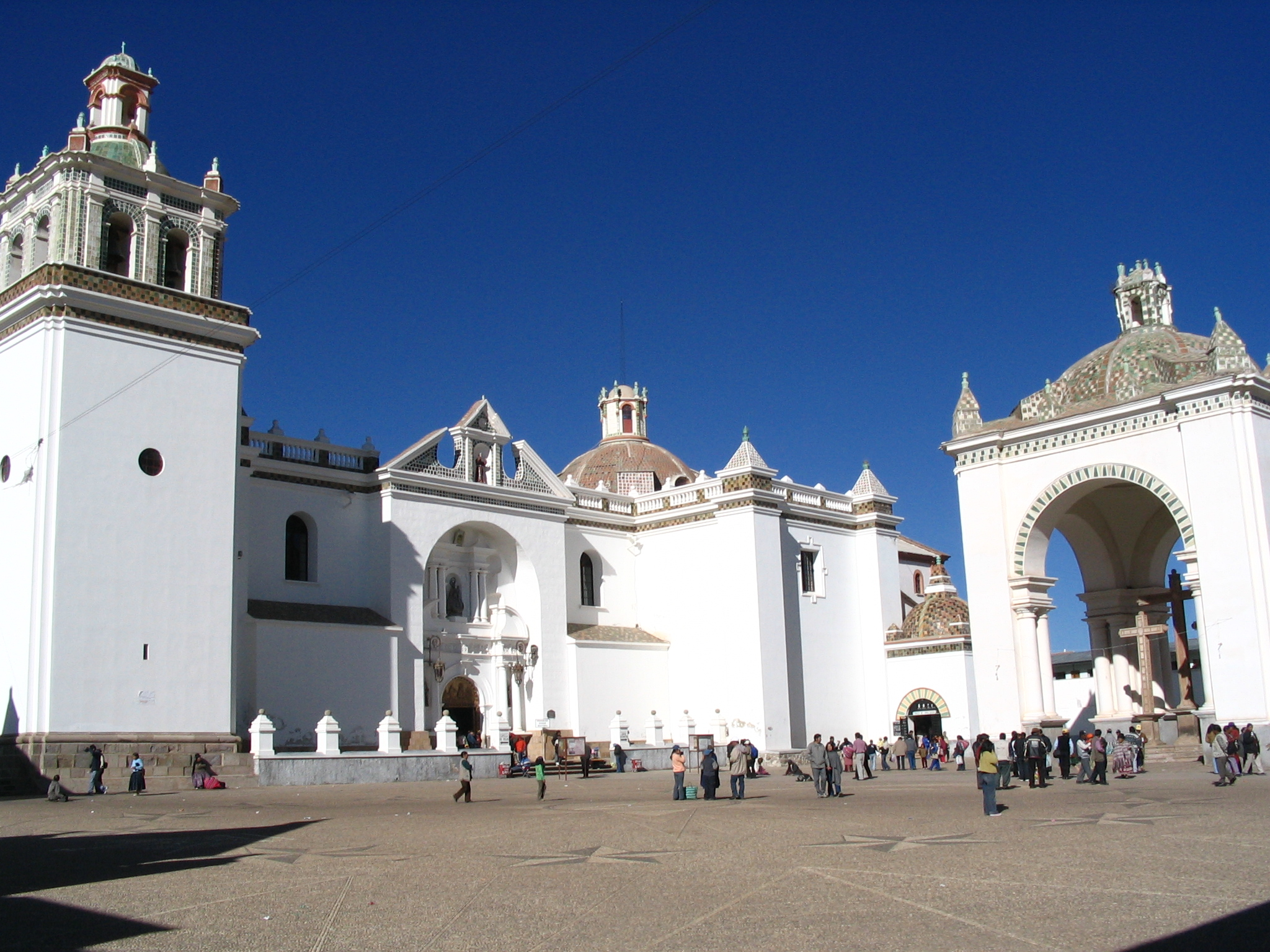
Базиліка Богоматері Копакабана в Копакабані

До 1534 року Копакабана була форпостом окупації інків серед десятків інших місць у Болівії. Інки тримали його як ключ до дуже стародавньої святині та оракула на острові Тітікака, який вони прийняли як місце поклоніння. У 1582 році онук правителя інків Манко Капач, вражений статуями Пресвятої Богородиці, які він бачив у деяких церквах у Ла-Пасі, спробував зробити одну сам, і після багатьох невдач йому вдалося виготовити одну з них чудової якості, поставивши її в Копакабані як статую захисниці громади.
Під час Великого повстання корінного населення 1781 року, коли сама церква була осквернена, «Камарін», як називають каплицю, залишилася недоторканою. Копакабана є ареною часто бурхливих корінних свят. Урінсайя прийняли заснування братства Діви Марії, але вони не погодилися з різьбленням Франциско Тіто і вирішили продати його. У Ла-Пасі картина потрапила до священника Копакабани, який вирішив донести її до людей. 2 лютого 1583 року образ Пресвятої Богородиці був привезений в цю місцевість. Відтоді низка чудес, які приписуються іконі, зробили її однією з найстаріших святилищ Марії в Америці. 2 лютого та 6 серпня церковні свята відзначаються з місцевими танцями.

#### Коста-Рика
У Коста-Риці традиційно 2 серпня здійснюють паломництво до Картаго, щоб подати прохання та подякувати Virgen de los Ángeles (Пані Ангелів), яку називають Ла Негріта через темно-зелений колір статуї, що її представляє. Статуя розташована всередині базиліки Богоматері Ангелів. Люди по всій країні і навіть в інших країнах Центральної Америки беруть участь пішки або верхи. У 2009 році через небезпеку розповсюдження AH1N1 його офіційно скасували, але натомість статую відправили в тур містами.

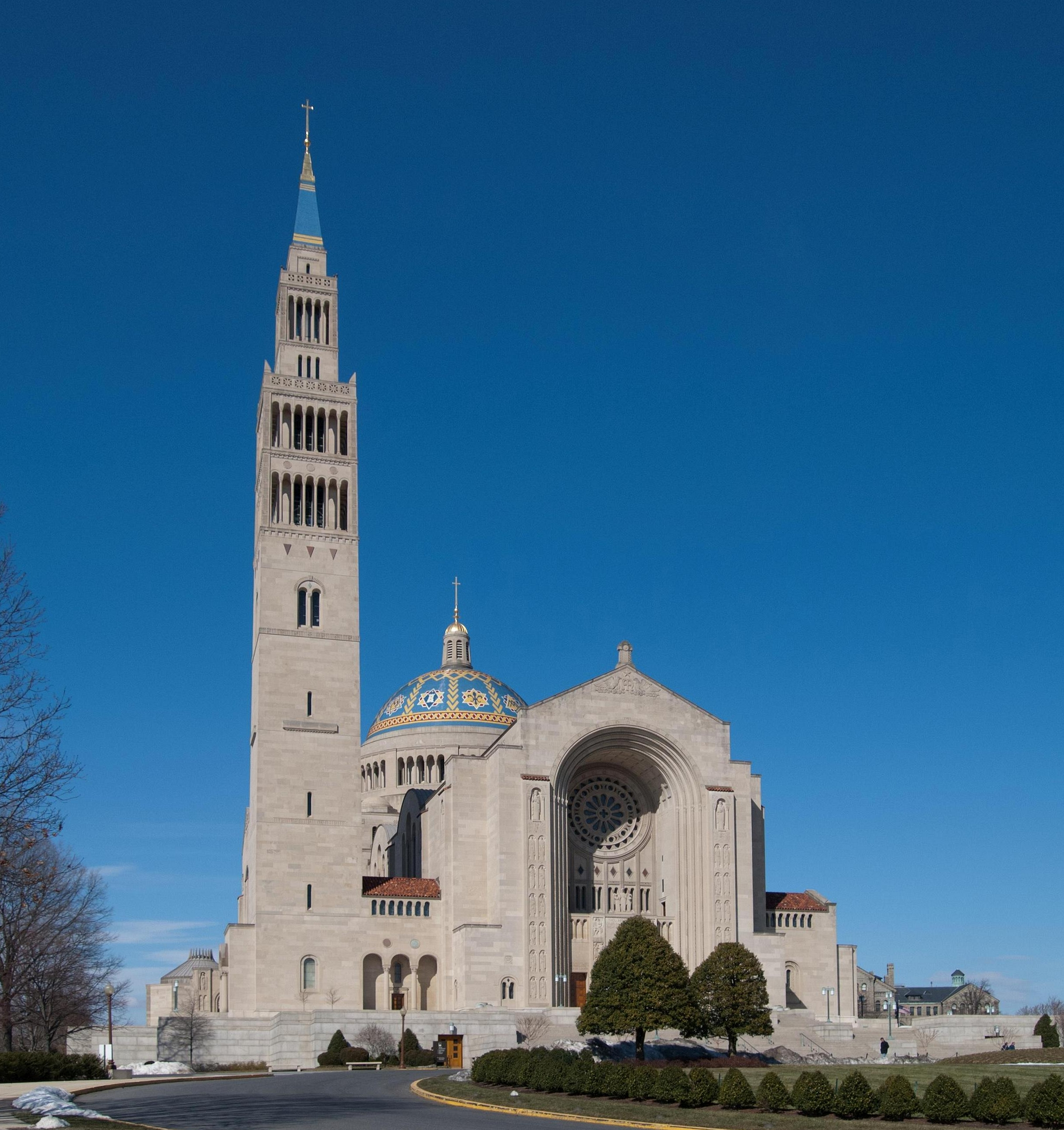
Базиліка Національного храму Непорочного Зачаття, Вашингтон

## Подальше читання
- Ralf van Bühren, Lorenzo Cantoni, and Silvia De Ascaniis (eds.), Special issue on «Tourism, Religious Identity and Cultural Heritage», in Church, Communication and Culture 3 (2018), pp. 195–418
- Crumrine, N. Ross and E. Alan Morinis, Pilgrimage in Latin America, Westport CT 1991
- Christian, William A, Local Religion in Sixteenth-Century Spain, Princeton 1989
- Brown, Peter, The Cult of the Saints: Its Rise and Function in Latin Christianity, Chicago 1981
- Turner, Victor and Edith Turner Image and Pilgrimage in Christian Culture: Anthropological Perspectives, New York 1978